# Uwe Saeger
Uwe Saeger (* 3. Januar 1948 in Ueckermünde) ist ein deutscher Schriftsteller.

## Leben
Saeger studierte von 1966 bis 1970 in Greifswald Pädagogik und arbeitete sechs Jahre als Lehrer, unterbrochen nur von seinem Wehrdienst 1972/73 als Grenzsoldat. Seit 1976 ist er freier Schriftsteller und veröffentlichte bisher sowohl Romane, Erzählungen, Gedichte als auch Hör- und Fernsehspiele. Seine Werke sind regional geprägt, verklären aber nicht klischeehaft die Heimat, sondern schildern „beobachtetes und erfahrenes Leben kritisch-realistisch“ (Hannes Krauss).
Nach Kontroversen in der DDR über seine Literatur, beschäftigte er sich doch sehr kritisch mit den Lebensbedingungen in dem Land, was gerade in der ehemaligen Bundesrepublik auf kein großes Interesse stieß, wurde er doch erst durch die Auszeichnung mit dem Ingeborg-Bachmann-Preis 1987 im westlichen Ausland bekannt.
Uwe Saeger ist verheiratet und hat drei Kinder.

## Auszeichnungen
- 1987 – Ingeborg-Bachmann-Preis
- 1993 – Adolf-Grimme-Preis mit Silber für Landschaft mit Dornen oder Todesspiele (zusammen mit Bernd Böhlich, Martin Schlesinger und Ben Becker)
- 1993 – Ehrengabe für bedeutende literarische Werke der Deutschen Schillerstiftung
- 1996 – Kulturpreis des Landes Mecklenburg-Vorpommern.

## Werke

### Stücke
- Im Glashaus (UA 1983 Friedrich-Wolf-Theater Neustrelitz)
- Ausserhalb von Schuld: ein Spiel 1984
- Empedokles 1988
- Endeanfangende
- Jeder gegen jeden: die (De)Montage eines deutsch-deutschen Traum(a)s 1988

### Erzählende Literatur und Lyrik
- Grüner Fisch mit gelben Augen. Hinstorff, Rostock 1976.
- Nöhr. Hinstorff, Rostock 1980 (später unter dem Titel: Der Kakerlak. Piper-Verlag, 1990, ISBN 3492111963)
- Warten auf Schnee. Hinstorff, Rostock 1981.
- Sinon oder Die gefällige Lüge. Der Morgen, Berlin 1983.
- Einer hat getötet. Der Morgen, Berlin 1984.
- Das Vorkommnis /Flugversuch /Ausserhalb von Schuld /Geh hinaus. Henschel, 1988, ISBN 3894870664.
- Das Überschreiten einer Grenze bei Nacht. Piper-Verlag, 1988, ISBN 3492032338.
- Sommerspelt. Filmerzählung. Mitteldeutscher Verlag, 1989, ISBN 3354009152.
- Haut von Eisen. Piper-Verlag, 1990, ISBN 3492030874.
- Die Nacht danach und der Morgen. Piper-Verlag, 1991, ISBN 3492031188.
- Das Lied der Frösche. Econ, 1993, ISBN 3430112338 (mit Manfred E. Berger).
- Landschaft mit Dornen. Mitteldeutscher Verlag, 1993, ISBN 3354007915.
- Die Nacht in Gmünd. federchen Verlag, 1993, ISBN 3910170153.
- Prometheus Ende. federchen Verlag, 1998, ISBN 3910170293.
- Die schönen Dinge. Merlin-Verlag, 2000, ISBN 3875362020.
- Verkleidungen. Merlin-Verlag, 2001, ISBN 3926112697.
- Laokoons Traum. Merlin-Verlag, 2002, ISBN 3875362268.
- Das Unerwartete. Geschichten aus drei Jahrzehnten. edition m, 2003, ISBN 3933713161.
- Die gehäutete Zeit. Ein Judasbericht. Hinstorff, Rostock 2008, ISBN 3356012347.
- Ein Mensch von heute. freiraum-verlag, Greifswald, 2013, ISBN 9783943672176.
- Faust Junior. freiraum-verlag, Greifswald, 2014, ISBN 9783943672350.